# Liste der Orte in der kreisfreien Stadt Landau in der Pfalz

Wappen Landau in der Pfalz

Die Liste der Orte in der kreisfreien Stadt Landau in der Pfalz enthält die Gemeindeteile der kreisfreien Stadt Landau in der Pfalz in Rheinland-Pfalz.
- Landau in der Pfalz, kreisfreie Stadt (Laufende Nr. des Gemeindeteiles)
  - Arzheim (Ortsbezirk) (0100)
  - Dammheim (Ortsbezirk) (0200)
  - Godramstein (Ortsbezirk) (0300)
  - Mörlheim (Ortsbezirk) (0400)
  - Mörzheim (Ortsbezirk) (0500)
  - Nußdorf (Ortsbezirk) (0600)
  - Queichheim (Ortsbezirk) (0700)
  - Wollmesheim (Ortsbezirk) (0800)
  - Fassenteich, exkl. Stadtwald (0901)
  - Landauer Forsthaus Taubensuhl (0902)